# Epigomphus westfalli
Epigomphus westfalli – gatunek ważki z rodziny gadziogłówkowatych (Gomphidae). Występuje na terenie Ameryki Środkowej.